# 225 (عدد)
225 هو عدد صحيح  طبيعي بين 224 و226

## في الرياضيات

### خصائص
- 225 عدد فردي
- 225 مربع كامل
- 225 عدد ناقص
- 225 عدد مضلعي (مثمني-24 أضلاع-76 أضلاع-...)